# Super Gang
Super Gang (ou Supergang)  est un jeu de société créé par Gérard Delfanti, Gérard Mathieu et Pascal Trigaux en 1984 et édité par Ludodélire.
Pour 2 à 5 joueurs, à partir de 12 ans. Une partie dure environ 2 heures.

## Principe général
Chaque joueur contrôle un gang de malfaiteurs composé de trois membres : 
- un tueur (1 tir de plus pour les combats au pistolet)
- un trafiquant (peut placer sur le terrain des cubes « trafic » (drogue) qui rapportent 5 briques par tour).
- une vamp (le pion présent sur la case où elle arrive la suit pendant trois tours. Elle bénéficie de tous ses avantages et revenus).
Le but du jeu est de réussir à devenir propriétaire de toutes les boutiques d'une même couleur ou d'avoir éliminé tous pions des autres joueurs, le tout par des moyens rarement moraux.

## Règle du jeu
On démarre la partie sans un sou en poche. On essaye donc de s'en procurer par divers moyens, à savoir le braquage (rapporte 50 ou 100 briques selon la boutique), le racket (5 briques par tour), la lâche agression dans la rue (10 briques). 
Sauf pour la variante permettant de jouer à cinq (un joueur joue exclusivement les flics), au quatrième tour de la partie, on fait entrer la police : chaque joueur joue, au début de son tour, les deux patrouilles de deux flics du jeu, en essayant évidemment de les envoyer sur ses adversaires et de les éloigner de soi. C'est aussi à partir de ce tour que les actions violentes entre gangs (règlements de comptes) sont autorisées.
Les attaques (braquages, conflits entre gangs rivaux, descentes de police) se règlent, à la suite d'un jet de dés déterminant le nombre d'essais de chacun et le joueur ayant l'initiative, en tirant à coup de pistolet à fléchettes sur une ou plusieurs cibles de carton représentant les adversaires (membres d'un gang adverse, flics ou gérants de boutique). Le combat ne se termine que lorsque tous les membres de l'un des deux camps sont morts (face à terre) ou blessés (face visible). Les blessés témoignent...
Un casier judiciaire recueille les témoignages des gérants de boutique ou des flics blessés, sauf dans le cas où le gérant a pris parti pour un gang (si ce gang est propriétaire de la boutique). Les patrouilles de flics « intègres » (non encore achetées) passant devant l'entrée d'une maison, à côté ou sur la case où s'est produit un crime non-signalé moins d'un tour auparavant le notent au casier judiciaire. Les sanctions prévues en cas d'arrestation des coupables sont de un an de prison pour chacun des délits suivants :
- lâche agression dans la rue
- constatation de trafic de drogue
- tentative de braquage
- constatation de racket
- rébellion à la force publique
- coups et blessures

et de deux ans de prison pour chaque meurtre. Un an de prison équivaut à un tour que le personnage passe en prison, sans pouvoir être utilisé. Seules les actions constatées sont inscrites au casier judiciaire. Par exemple, un meurtre sans témoin ni rescapé n'est pas constaté. Les gangsters ne témoignent pas. On peut bien sûr être condamné pour plusieurs faits différents. Par exemple, 3 meurtres, 1 coups et blessures, 1 lâche agression, 2 rackets et 1 rébellion à la force publique (un casier bien rempli !) correspondent à 11 ans de prison, 11 tours avec le pion immobilisé.       
Un pion en prison ou à l’hôpital est à la merci des autres joueurs qui peuvent venir l'exécuter sans possibilité de défense.       
La règle mentionne que: « tout ce qui n'est pas interdit est autorisé ». Elle contient quelques ambiguïtés qui laissent à l'imagination des joueurs la possibilité d'inventer des combinaisons ou des techniques. Mais surtout, en dehors des points explicitement interdits, tout peut se négocier entre les joueurs, y compris tirer « par erreur » sur la mauvaise cible, vendre des propriétés aux enchères, épargner un blessé, etc., en général contre participation aux gains (pour les braquages) ou avantages (je te laisse passer, association... souvent très éphémère).
En plus de l'aspect hasard (des dés) et stratégie, les relations entre les joueurs sont primordiales.

### But du jeu
Le but du jeu est d'être le premier à contrôler intégralement un des cinq quartiers de la ville (à être propriétaire de toutes les boutiques de la même couleur). On peut aussi gagner si tous les personnages des autres joueurs sont au cimetière, en prison ou à la clinique.
Variante : un cinquième joueur joue seul la police. Son objectif est alors d'envoyer tous les gangsters en prison, à la clinique ou au cimetière.

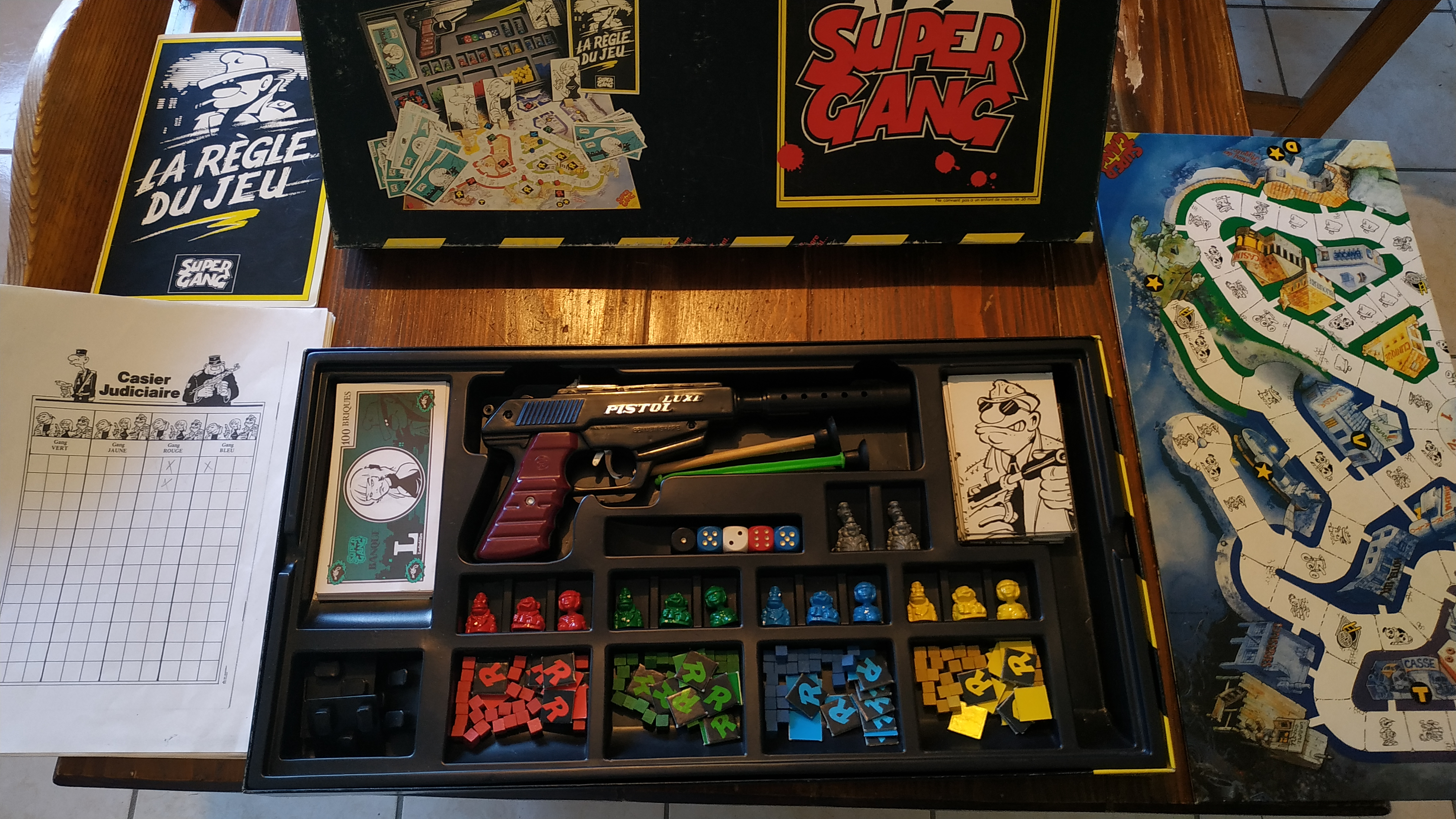

### Matériel
- Un plateau de jeu,
- 4 groupes de trois figurines de couleur différente (un pour chaque équipe) où un pion représente le tueur, un autre le trafiquant et le dernier la vamp,
- 2 figurines représentant une patrouille de deux flics,
- des billets de 5, 10, 50, 100 et 500 briques,
- des marqueurs à la couleur de chaque équipe avec d'un côté un marqueur « propriété » et de l'autre « racket »,
- des pions « trafic » (drogue) à la couleur de chaque équipe,
- des fiches "Casier judiciaire" à remplir
- 5 dés : 1 noir pour le tueur, 1 rouge pour la vamp et 1 blanc pour le trafiquant, plus 2 bleus pour les flics.

Il est à noter que le jeu est conçu pour qu'il y ait pénurie de billets, de marqueurs propriété/racket, voire pions de « trafic ».

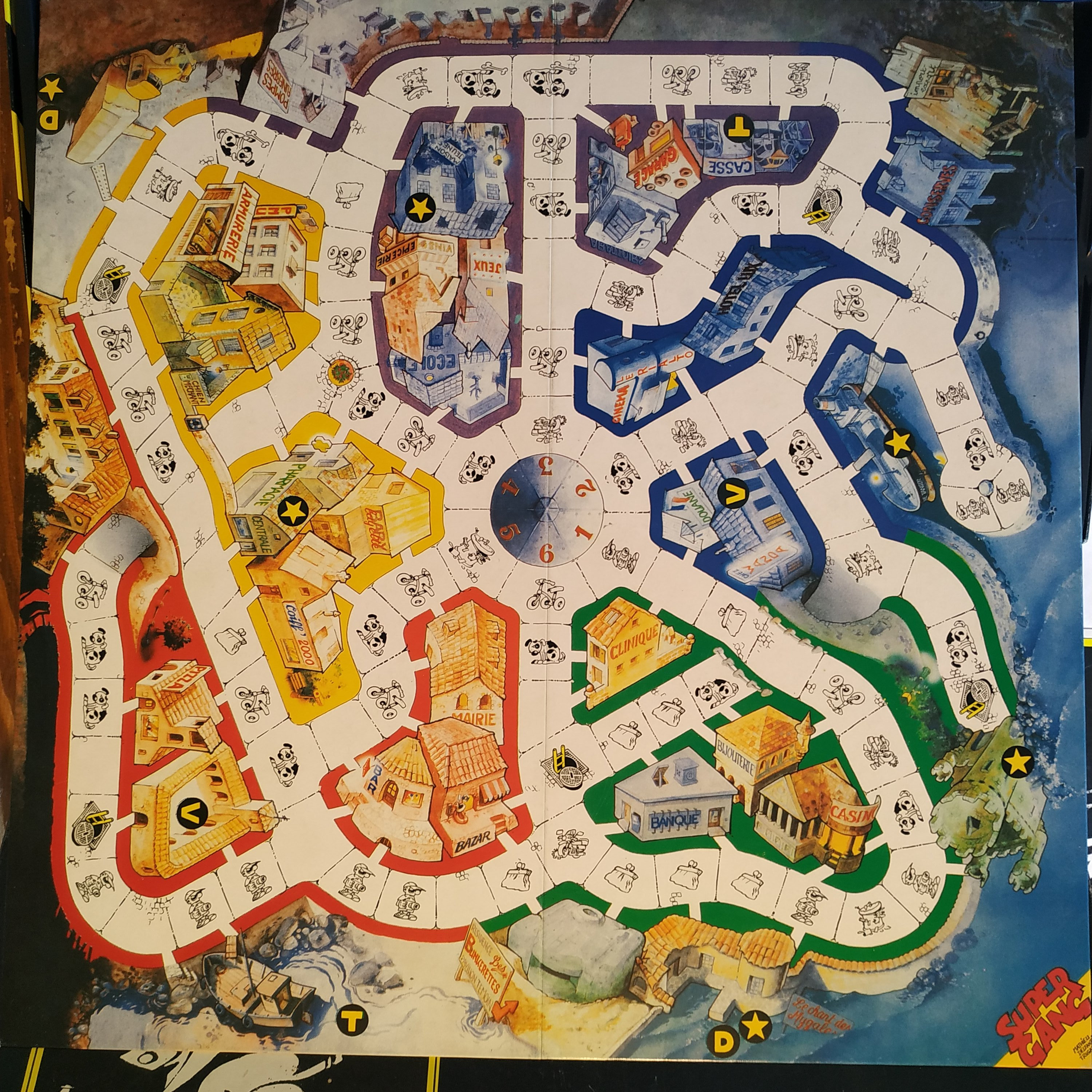
Détail du plateau de jeu

### Mise en place
On détermine aléatoirement l'ordre des joueurs. L'un après l'autre, ceux-ci lancent trois dés chacun: un rouge pour la vamp, un blanc pour le trafiquant et un noir pour le tueur. Les personnages partent en ligne droite du centre du plateau dans la direction indiquée et du nombre de cases donnés par le résultat du dé.
Chaque pion ne peut faire demi-tour et doit utiliser tous les points donné par son dé. il doit continuer dans la direction prise jusqu'au prochain carrefour, ou entrer dans une boutique pour son dernier point, si une porte le permet.
Le tracé des rues est étudié pour faciliter les entrées multiples dans les boutiques, qui communiquent entre elles. Le plateau comporte en outre un réseau d'égouts, qui permet d'entrer par une case « bouche d'égout » et de sortir par n'importe laquelle des autres, que n'empruntent jamais les flics.
Les joueurs commencent sans argent, et cherchent immédiatement à en gagner. S'il y a lieu (témoignage par les gérants), les délits seront inscrits au casier judiciaire de chaque membre des gangs et les flics en tiendront compte dès leur entrée en jeu.
À partir du quatrième tour, les flics sont ajoutés et déplacés par chaque joueur. Les règlements de compte (attaques entre joueurs) peuvent commencer.

### Déroulement
Chaque pion qui entre dans une boutique peut décider de l'acheter (si le joueur en a les moyens et que la boutique n'est pas encore propriété d'un autre joueur), de la braquer pour un racket (revenu moindre, mais à chaque tour) ou pour sa propriété. Il y a alors combat contre le ou les gérants. Un joueur peut tenter d'amener plusieurs de ses pions en même temps dans la même boutique pour augmenter son avantage.
Il peut aussi y avoir combat entre pions adverses se retrouvant sur la même case (sauf ceux atteints par la vamp, qui s'y soumettent).

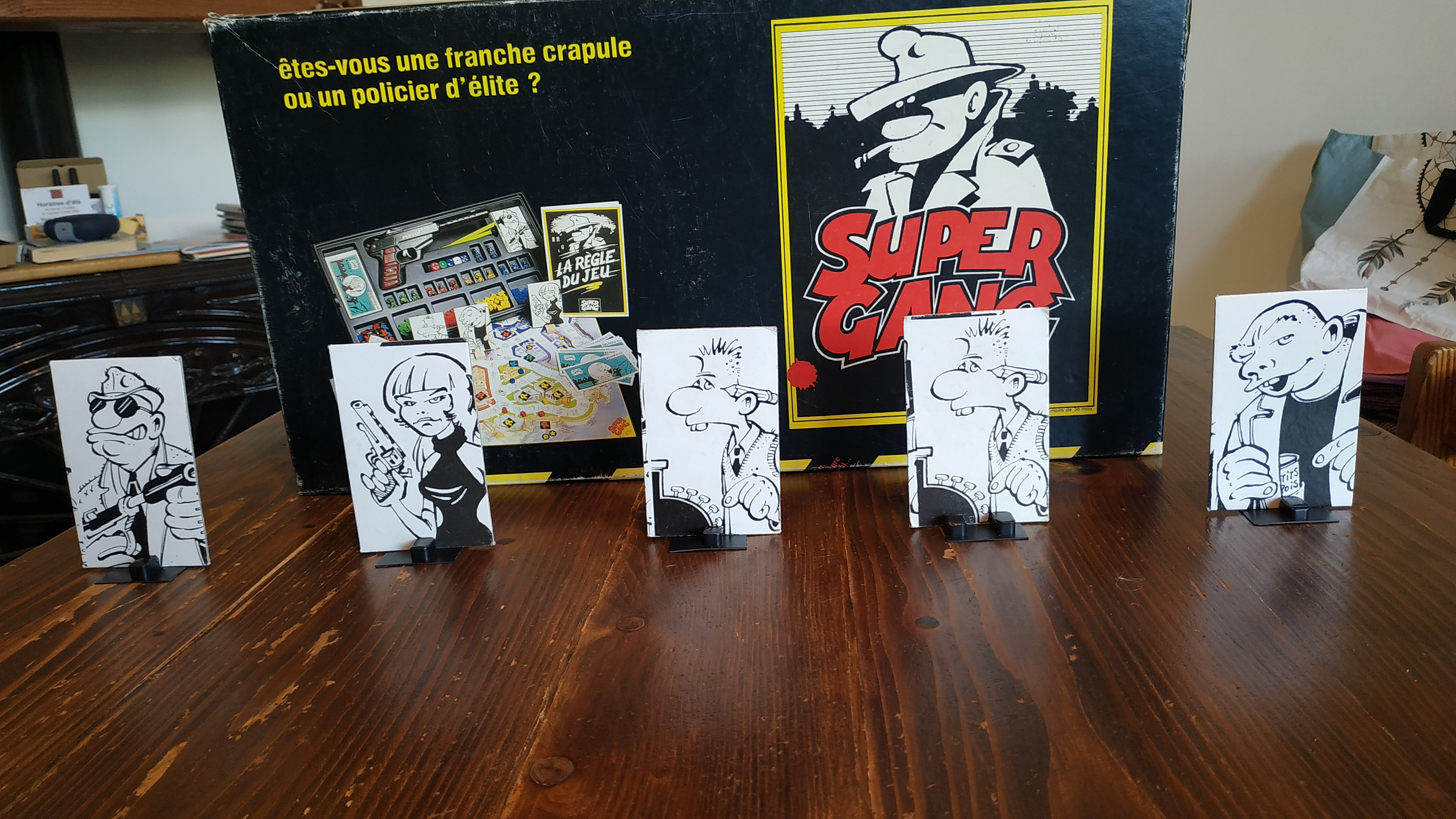
Disposition au début d'un combat. Préparez les fléchettes...

Pour chacun des personnages en présence, une carte est posée sur un petit support. Si l'agressé est "neutre" (gérant d'une boutique sans propriétaire, flics), le joueur agresseur choisit un des autres joueur pour effectuer les tirs de l'agressé, ce qui peut entrainer des négociations pour des tirs « erronés » et des interventions des autres joueurs qui voudraient surenchérir.
Le combat se déroule par tirs au pistolet à fléchette (hélas de qualité à revoir) jusqu'à ce qu'un des parti soit complètement anéanti (tous morts : carte tombée face au sol, ou blessés : carte tombée face visible). les gérants ou flics blessés témoignent et remplissent le casier judiciaire de tous les pions agresseurs solidaires.
Au cours d'un combat, le tueur bénéficie d'un avantage : il tire une fois de plus que les autres.
Le « trafiquant » peut aller se fournir en pions « trafic » dans quelques magasins, puis les distribuer sur les trottoirs non encore occupés. Les pions en place rapportent au joueur des subsides, tant que le trafiquant est vivant et en état de les percevoir.
La vamp essaye de se poser sur la case où se trouve un pion adverse, qui, sous son charme, la suivra pendant 3 tours et exécutera tous ses désirs, même se battre contre son camp effectif. C'est elle qui encaissera les bénéfices de sa victime. Elle peut aussi participer aux rackets et combats.
Les flics n'entrent pas dans les boutiques et n'utilisent jamais les égouts. Ils constatent toute action répréhensible sur une case voisine de la leur (ajout des marques correspondant au délit sur la fiche "Casier judiciaire"). S'ils atteignent un pion dont le casier n'est pas vide ou qui vient de commettre un délit, il l'envoient en prison.
Un pion « blessé » va à l’hôpital. Un pion capturé par les flic va en prison. Un pion décédé va au cimetière. Le joueur pourra lui acheter un remplaçant dans quelques boutiques spéciales.

### Fin de partie et vainqueur
La propriété de tous les magasins d'une même couleur ou l’annihilation des autres joueurs termine le jeu. Voir « But du jeu ».

## Récompense
- As d'or Jeu de l'année  1988